# Modélisation géométrique
La modélisation géométrique est l’ensemble des outils mathématiques, numériques et informatiques qui combinés permettent de construire un modèle virtuel (ou modèle informatique) d’un objet réel. Cet objet peut être plus ou moins complexe, plus ou moins schématisé. Il peut être le fruit de l’imagination, d’une tendance ou plutôt une solution plus ou moins exacte d’un problème physique donné, voire un compromis entre les deux.
La modélisation géométrique sous-entend d’être en mesure de réaliser la construction et l’assemblage de formes élémentaires pour créer des objets de plus en plus complexes en respectant des contraintes topologiques.
Des manipulations géométriques pour représenter, modifier, analyser :
- processus " élémentaires " (transformations géométriques, calcul, ...)
- processus complexes (intersection)
- processus spécifiques (objets décalés (fabrication), raccordements et congés)

La modélisation géométrique implique aussi de savoir reconstruire des objets à partir de numérisation d’objets existants sans modèle (pour l’ajout dans une base de données, la modélisation par reproduction, le domaine médical), mais aussi d’objets déjà modélisés et fabriqués pour contrôler l’écart entre le modèle virtuel et l’objet fabriqué.

## Domaines d'application
La modélisation géométrique nous entoure au quotidien dans :
- La CFAO (Conception et Fabrication Assistée par Ordinateur) : automobile, aéronautique, construction navale, sport, …
- Le milieu médical : modélisation d’organe, simulation fonctionnelle, opératoire, chirurgie assistée, …
- La simulation, la réalité virtuelle : robotique, simulateurs, mondes virtuels, …
- Le monde du jeu : des exigences croissantes en qualité et performances
- Le calcul et la visualisation scientifique
- L’internet et ses applications graphiques
- La télévision
- Le cinéma